# Nataša Kejžar
Nataša Kejžar (Jesenice Eslovenia, 14 de octubre de 1976) es una nadadora retirada especializada en pruebas de estilo combinado. Fue subcampeona de Europa en 100 metros estilos durante el Campeonato Europeo de Natación en Piscina Corta de 1998.

## Palmarés internacional
| Campeonato Europeo de Natación en Piscina Corta | Campeonato Europeo de Natación en Piscina Corta | Campeonato Europeo de Natación en Piscina Corta | Campeonato Europeo de Natación en Piscina Corta |
| Año                                             | Lugar                                           | Medalla                                         | Prueba                                          |
| ----------------------------------------------- | ----------------------------------------------- | ----------------------------------------------- | ----------------------------------------------- |
| 1998                                            | Sheffield (Reino Unido)                         | Medalla de plata                                | 100 m estilos                                   |
| 1999                                            | Lisboa (Portugal)                               | Medalla de bronce                               | 100 m estilos                                   |